# Warszawski Międzynarodowy Festiwal Chóralny
Warszawski Międzynarodowy Festiwal Chóralny – odbywający się w Warszawie od 2005 r. międzynarodowy festiwal: do 2008 r. pod nazwą Varsovia Cantus, obecnie Varsovia Cantat. Rokrocznie rywalizuje podczas tego festiwalu kilkanaście chórów z całego świata. Nagrodą główną w każdej kategorii (patrz niżej) jest statuetka Złotej Liry. Przyznawane są również nagrody pieniężne w zależności od liczby pozyskanych sponsorów.

## Historia
Festiwal jest organizowany w Warszawie od roku 2005.

## Organizatorzy
Towarzystwo Śpiewacze „Lira” im. Stefana Wasiaka w Warszawie
Sponsor: urząd Miasta Stołecznego Warszawy

## Uczestnicy
Festiwal jest otwarty dla wszystkich chórów amatorskich z Polski i z zagranicy.
Chóry mogą uczestniczyć  w jednej z następujących kategorii:
1. Chóry mieszane – dorośli
2. Chóry o głosach równych – dorośli (męskie, żeńskie)
3. Chóry mieszane – młodzieżowe
4. Chóry o głosach równych – młodzieżowe (męskie, żeńskie, chłopięce, dziewczęce)

## Laureaci
- 2005 – I edycja
- 2006 – II edycja
- 2007 – III edycja – 10-11 listopada 2007
- 2008 - IV edycja
- 2009 - V edycja
- 2010 - VI edycja

Pierwsze miejsca w kategoriach:

### Chóry mieszane – dorośli
- 2005 – Zespół Kameralny „Absolwent” (Skoczów)
- 2006 – Mieszany Chór Mariański (Kraków, Polska)
- 2007 – Fayha Choir (Trypolis, Liban), Christanstad's Canticorum Choir (Christianstad, Szwecja)
- 2008 - Chór Szkoły Głównej Handlowej (Warszawa)
- 2009 - Chór Kameralny MUSICA VIVA Uniwersytetu Ekonomicznego (Poznań)
- 2010 - Manado State University Choir (Manado, Indonezja)
- 2011 - Academic Choir France Prešeren Kranj (Słowenia)

### Chóry o głosach równych – dorośli
- 2005 – nie przyznano
- 2006 – Kameralny Chór św. Cecylii (Warszawa, Polska)
- 2007 – Chór Męski New Thames Valley (Reading, Wielka Brytania)
- 2008 - Chór Żeński „Lutnia” (Grodzisk Mazowiecki)
- 2009 - Chór Męski „Słowiki 60” (Szczecin)
- 2010 - nie przyznano
- 2011 - Cantus (Norwegia)

### Chóry mieszane – młodzieżowe
- 2005 – Chór Akademicki Politechniki Warszawskiej
- 2006 – Cantanima (Graz, Austria)
- 2007 – Tartu Youth Choir (Tartu, Estonia)
- 2008 - Pueri Cantores Resovienses (Rzeszów)
- 2009 - Chór Kameralny Wyższej Szkoły Administracji Publicznej im. Stanisława Staszica (Białystok)
- 2010 - ex aequo Youth Choir Accolada (Ryga, Łotwa), Dragan Shuplevski (Skopje, Macedonia)
- 2011 - Chór Akademicki Politechniki Warszawskiej

### Chóry o głosach równych – młodzieżowe
- 2005 – Estonian childern’s Choir – Tallinn (Estonia)
- 2006 – Grodziski Chór Bogorya (Grodzisk Mazowiecki, Polska)
- 2007 – Aurin Female Choir (Kecskemét, Węgry)
- 2008 - Primavera (Brno, Czechy)
- 2009 - nie przyznano
- 2010 - Grodziski Chór Bogorya (Grodzisk Mazowiecki, Polska)
- 2011 - Berliner Mädchenchor (Berlin, Niemcy)

Nagrody dla dyrygentów:
- 2005: Izabela Tomaszewska (Chór LXXV LO w Warszawie)
- 2006: nie przyznano
- 2007: Ryszard Źróbek (Chór I LO w Krakowie)
- 2008: nie przyznano
- 2009: nie przyznano
- 2010: Ryszard Źróbek (Chór I LO w Krakowie)